# Basilius Doppelfeld
Basilius Doppelfeld OSB (* 19. September 1943 in Bütgenbach als Gerhard Robert Doppelfeld; † 18. Februar 2013 in Münsterschwarzach) war ein deutscher Benediktinerpater.

## Leben
Nach der zeitlichen Profess am 29. April 1964 studierte er Philosophie an der Ordenshochschule St. Ottilien (1964–1965) und Theologie an der Universität Würzburg (1965–1973). Alfons Kempf weihte ihn am 19. Juli 1969 zum Priester. Am 23. Juli 1973 wurde er zum Doktor der Theologie promoviert. Von 1984 bis 2003 war er Missionsprokurator.

## Schriften (Auswahl)
- Mönchtum und kirchlicher Heilsdienst. Entstehung und Entwicklung des nordamerikanischen Benediktinertums im 19. Jahrhundert. Münsterschwarzach 1974, ISBN 3-87868-063-5.
- Mönch und Stadt. Münsterschwarzach 1999, ISBN 3-87868-186-0.
- Begegnen heißt teilen. Münsterschwarzach 2013, ISBN 978-3-87868-360-5.
- Loslassen und neu anfangen. Münsterschwarzach 2020, ISBN 3-7365-0338-5.